# Lithocarpus leiocarpus
Lithocarpus leiocarpus är en bokväxtart som beskrevs av Aimée Antoinette Camus. Lithocarpus leiocarpus ingår i släktet Lithocarpus och familjen bokväxter. Inga underarter finns listade.